# 富農 (俄國)

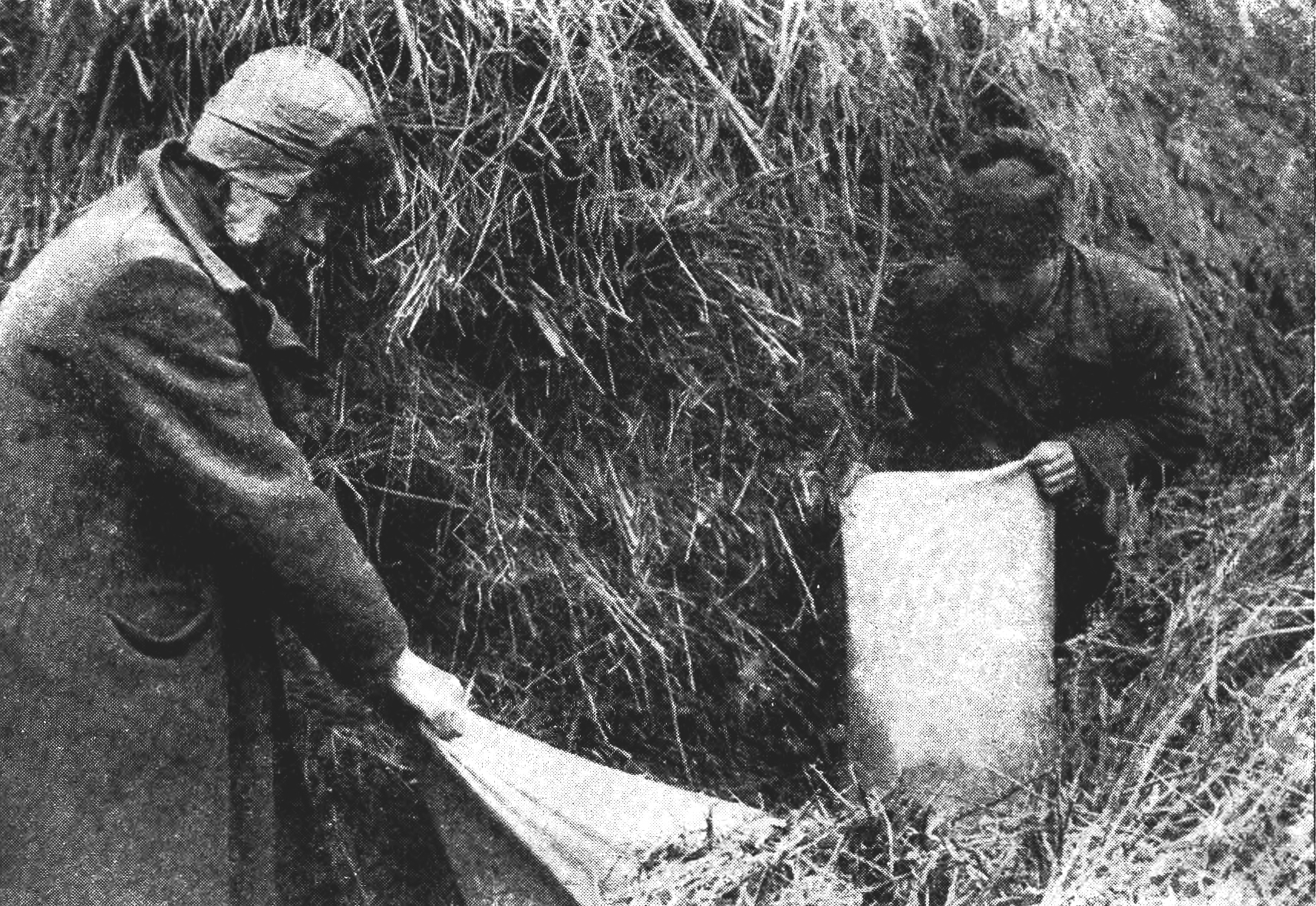
苏联库班季馬紹夫斯克區强制集体化期间向富农征粮，摄于1933年

富農（俄語：кула́к，羅馬化：kulak，IPA：[kʊˈlak] ⓘ，本意为“拳头”），是俄罗斯帝国後期（解放農奴後）至苏联初期，人們對一些相對富裕的農民階級的稱呼（擁有超過3.2公顷土地，也僱人耕作），他們在1906年至1914年的斯托雷平土地改革期間變得更加富有。
雖然富農不是地主，但根據馬列主義理論，他們被視為小資產階級，是无产阶级的阶级敌人。斯大林在1929年發動農業集體化後，他們被宣布為農村剝削者，被發配到西伯利亚的勞改營，財產被充公至集体农庄。1930年，斯大林稱富農階級在政治上已不存在。